# Unterseeboot 1206
L'Unterseeboot 1206 (ou U-1206) est un sous-marin de type VII affecté à la 11e flottille de sous-marins (11. Unterseebootsflottille) de la Kriegsmarine allemande pendant la Seconde Guerre mondiale.
Mis en service le 16 mars 1944, sous le commandement de l'Oberleutnant zur See Günther Fritze puis transféré sous les ordres du Kapitänleutnant Karl-Adolf Schlitt, l'U-1206 n'effectue qu'une seule et unique patrouille de quatorze jours, au cours de laquelle il n'endommage ni ne coule aucun navire.
Après quelques jours en mer, il est abandonné et sabordé le 14 avril 1945 en mer du Nord à la suite d'un mauvais usage de la chasse d'eau, d'après les documents officiels.
Une autre hypothèse, avancée par le fils d'un membre de l'équipage, est que les officiers du sous-marin avaient en fait décidé de déserter et auraient inventé cette histoire de chasse d'eau par peur de représailles.

## Conception
Unterseeboot type VII, l'U-1206 avait un déplacement de 769 tonnes en surface et 871 tonnes en plongée. Il avait une longueur totale de 67,10 m, un maître-bau de 6,20 m, une hauteur de 9,60 m, un tirant d'eau de 4,74 m et un tirant d'air de 4,86 m. Le sous-marin était propulsé par deux hélices de 1,23 m, deux moteurs diesel Germaniawerft M6V 40/46 6-cylindres en ligne de 1 400 ch à 470 tr/min, produisant un total de 2 060 à 2 350 kW en surface et de deux moteurs électriques Allgemeine Elektricitäts-Gesellschaft 460/8-276 de 375 ch à 295 tr/min, produisant un total 550 kW, en plongée. Le sous-marin avait une vitesse en surface de 17,7 nœuds (32,8 km/h) et une vitesse de 7,6 nœuds (14,1 km/h) en plongée. Immergé, il avait un rayon d'action de 93 nautiques marins (150 km) à 4 nœuds (7,4 km/h, 4,6 milles par heure) et pouvait atteindre une profondeur de 230 m. En surface, son rayon d'action était de 9 426 nautiques (soit 15 170 km) à 10 nœuds (19 km/h).
L'U-1206 était équipé de cinq tubes lance-torpilles de 53,3 cm (quatre montés à l'avant et un à l'arrière) et embarquait quatorze torpilles. Il était équipé d'un canon de 8,8 cm SK C/35 (220 coups), d'un canon de 20 mm Flak C30 en affût antiaérien et d'un canon 37 mm Flak M/42 qui tire à 15 350 m avec une cadence théorique de 50 coups/min. Il pouvait transporter 26 mines Torpedomine A ou 39 mines Torpedomine B. Son équipage comprenait 4 officiers et 44 à 56 sous-mariniers.

## Service
Le sous-marin est commandé le 2 avril 1942 à Danzig (Schichau-Werke).
Sa quille est posée le 12 juin 1943. Il est ensuite lancé le 30 décembre 1943.
Après sa mis en service le 16 mars 1944, sous le commandement de l'Oberleutnant zur See Günther Fritze, le sous-marin prend part à des exercices avec la 8. Unterseebootsflottille jusqu'en juillet 1944 quand il est affecté à la 11. Unterseebootsflottille. 
Le commandement est alors transféré au Kapitänleutnant Karl-Adolf Schlitt. Le bateau reçoit un snorkel. Il commence les patrouilles de guerre.

### Patrouilles
Le 28 mars 1945, il quitte le port de Kiel pour une patrouille d'essai en mer du Nord ; il est de retour le 30 mars. Il quitte la base d'Horten le 2 avril pour une journée en mer. Sa première patrouille active commence le 6 avril quand il quitte le port de Kristiansand pour longer les côtes de l'Écosse. L'U-1206 part relever l'U-778.
En 1945, quatre Type VII équipés d'un schnorchel ont précédé l'U-1206 dans cette zone dangereuse : l'U-309, l'U-714, l'U-778 et l'U-1274. Seul revient l'U-778, qui abandonne sa patrouille à cause d'une panne d'hydrophones.
Le Kapitänleutnant Schlitt navigue aidé par l'Elektra-Sonne Anlagen.
Après trois jours de mer, le compresseur du Diesel tribord est défaillant. Le 13 avril 1945, puis, au large d'Aberdeen, le Diesel tribord tombe en panne. Forcé d'activer les moteurs électriques et leurs batteries pendant que l'équipage travaille fiévreusement pour réparer le Diesel, le Commandant Schlitt laisse passer un cargo de 8 000 tonnes.
Le lendemain, le sous-marin est en plongée au large de l'Écosse, à huit milles nautiques de Peterhead, lorsque des difficultés fatales s'enchaînent. Schlitt utilise les toilettes, or il ne maîtrise pas le maniement de la vanne spéciale : il ne sait pas opérer le sassage. Il fait donc appel au mécanicien Möbius (spécialiste des WC) pour l'aider. Le mécanicien se trompe ; il ne s'aperçoit pas que la vanne séparant la cuvette de la caisse n'est pas fermée et ouvre la vanne vers l'extérieur. Les eaux usées des toilettes (et de l'eau de mer) se déversent alors à bord et atteignent les batteries (l'une de ces batteries se trouve sous le WC), qui dégagent alors au contact de l'eau du gaz nocif. La pompe de cale principale tombe en panne ; le compartiment des torpilles est inondé. Schlitt fait tirer les torpilles insérées dans les tubes, puis détruit les autres torpilles ainsi que les documents secrets. L'U-1206 fait ensuite surface, il est alors bombardé par des avions. Il s'échoue près du phare de Buchan Ness où il est ensuite abandonné et sabordé. 
Le Commandant et trente-cinq autres hommes d'équipage sont recueillis par le HMS Nodzu (FY659) et faits prisonniers de guerre. Dix hommes d'équipage atteignent la rive d'Aberdeen dans un radeau et sont également fait prisonniers (selon une autre source il y a quatre victimes et quarante-six survivants).

### Épave
Au milieu des années 1970, pendant des travaux d'arpentage pour la pose d'un pipeline jusqu'au gisement de Forties, au large de Cruden Bay, les restes de l'épave de l'U-1206 sont trouvés à environ 70 mètres de profondeur à la position 57° 24′ N, 1° 36′ O. Cet emplacement est confirmé et précisé par GPS à la position exacte 57° 24,16′ N, 1° 36,93′ O.

### Nouvelle hypothèse
À la suite de plongées sur l'épave en 2012, l'équipe de  plongeurs de Buchan Shipwrecks est contactée par le fils d'un membre d'équipage.

Ce dernier explique que le Commandant Schlitt et ses officiers avaient décidé de déserter. Par peur de représailles soit dans les camps de prisonniers, soit au retour au pays, ils ont inventé l'explication mensongère d'une mauvaise manipulation des toilettes. Il déclare : 

« Les officiers avaient décidé de se rendre. Ils avaient inventé la fuite pour se protéger des représailles auxquelles ils auraient été exposés au camp de prisonniers si la vérité avait éclaté. »

La situation chaotique de l'Allemagne nazie à la date du naufrage rend l'hypothèse envisageable.

## Affectations
- 8. Unterseebootsflottille du 16 mars 1944 au 31 janvier 1945 (période de formation).
- 11. Unterseebootsflottille du 1er février 1945 au 14 avril 1945 (unité combattante).

## Commandement
- Oberleutnant zur See Günther Fritze du 16 mars 1944 à juillet 1944.
- Kapitänleutnant Karl-Adolf Schlitt de juillet 1944 au 14 avril 1945.

## Patrouilles
|       | Commandant                | Départ       | Départ       | Arrivée       | Arrivée      | Jours    | Succès |
| ----- | ------------------------- | ------------ | ------------ | ------------- | ------------ | -------- | ------ |
|       | Kptlt. Karl-Adolf Schlitt | 28 mars 1945 | Kiel         | 30 mars 1945  | Horten       | 3 jours  |        |
|       | Kptlt. Karl-Adolf Schlitt | 2 avril 1945 | Horten       | 3 avril 1945  | Kristiansand | 2 jours  |        |
| 1     | Kptlt. Karl-Adolf Schlitt | 6 avril 1945 | Kristiansand | 14 avril 1945 | Coulé        | 9 jours  |        |
| Total | Total                     | Total        | Total        | Total         | Total        | 14 jours | 0 t    |

Note : Kptlt. = Kapitänleutnant